# スリヴェン
スリヴェン（Sliven (ブルガリア語: Сливен [ˈslivɛn])）は、ブルガリアのスリヴェン州にある都市で、ブルガリアでは8番目に大きな都市である。スリヴェン州の行政や産業の中心となる自治体で、2011年2月現在の人口は89,848人である。 
スリヴェンはブルガリアのハイドゥクが19世紀にオスマン帝国に抵抗し戦った場所として有名で、「100のヴォイヴォダの街」として知られる。ヴォイヴォダはハイドゥクのリーダーとして存在した。岩がちな山塊として知られるSinite Kamani（Сините камъни）と国立公園に関連した新鮮な空気やミネラル分が豊富な源泉は多様なレジャーや観光を提供している。投資家には地元のボーラによる風力発電による電力供給の機会を切り開いている。
スリヴェンの他の点で興味が惹かれる点には市の紋章で、これは中心部にある樹齢1,000年以上の古いエルム(Старият Бряст, "The Old Elm")で街のシンボルとなっている。オスマン帝国支配期には木の上にブルガリアの革命家を吊るしていた。今日、市では3本をベストな状態で生育させるため努力しており、加えて根元を保護するためセメントで守っている。

## 地理
スリヴェンはブルガリアの首都ソフィアから100km、ブルガリア最大の商業港があるブルガスから100km、ギリシャとの国境から130km、トルコとの国境から130kmそれぞれ離れた場所にある。近隣の都市にはヤンボルやノヴァ・ザゴラがある。市の西側は「桃の谷」と呼ばれ、大きな桃畑が含まれている。スリヴェンは鉱泉でも知られ、肝臓の疾患や神経症の治療に用いられている。
市内でもっとも人が訪れ多くの人を惹き付ける場所はカランディナ（Карандила）で、最高地点は海抜1,050mあり市街を一望することが出来る。カランディラはハルカタと呼ばれる岩で構成され、岩が突き出し真ん中に穴が開いた形になっている。穴を通ると願いが叶うと言う言い伝えがある。毎年7月には文化教育機関の主催によりフェスティバルが行われている。

## 気候
| スリヴェンの気候       | スリヴェンの気候 | スリヴェンの気候 | スリヴェンの気候 | スリヴェンの気候 | スリヴェンの気候 | スリヴェンの気候 | スリヴェンの気候 | スリヴェンの気候 | スリヴェンの気候 | スリヴェンの気候 | スリヴェンの気候 | スリヴェンの気候 | スリヴェンの気候 |
| 月                     | 1月              | 2月              | 3月              | 4月              | 5月              | 6月              | 7月              | 8月              | 9月              | 10月             | 11月             | 12月             | 年               |
| ---------------------- | ---------------- | ---------------- | ---------------- | ---------------- | ---------------- | ---------------- | ---------------- | ---------------- | ---------------- | ---------------- | ---------------- | ---------------- | ---------------- |
| 平均最高気温 °C （°F） | 6.7 (44.1)       | 8.5 (47.3)       | 13.0 (55.4)      | 18.5 (65.3)      | 24.0 (75.2)      | 28.1 (82.6)      | 30.8 (87.4)      | 31.3 (88.3)      | 26.1 (79)        | 19.5 (67.1)      | 13.6 (56.5)      | 7.7 (45.9)       | 19.0 (66.2)      |
| 日平均気温 °C （°F）   | 2.3 (36.1)       | 3.5 (38.3)       | 8.2 (46.8)       | 13.4 (56.1)      | 18.7 (65.7)      | 23.2 (73.8)      | 25.2 (77.4)      | 25.6 (78.1)      | 20.9 (69.6)      | 14.7 (58.5)      | 9.6 (49.3)       | 3.7 (38.7)       | 14.3 (57.7)      |
| 平均最低気温 °C （°F） | −0.5 (31.1)      | 0.6 (33.1)       | 3.5 (38.3)       | 8.7 (47.7)       | 12.7 (54.9)      | 17.0 (62.6)      | 19.0 (66.2)      | 19.2 (66.6)      | 15.0 (59)        | 10.2 (50.4)      | 5.6 (42.1)       | 1.1 (34)         | 9.3 (48.7)       |
| 降水量 mm （inch）     | 46 (1.81)        | 41 (1.61)        | 31 (1.22)        | 50 (1.97)        | 67 (2.64)        | 66 (2.6)         | 54 (2.13)        | 37 (1.46)        | 32 (1.26)        | 43 (1.69)        | 61 (2.4)         | 59 (2.32)        | 587 (23.11)      |
| 平均月間日照時間       | 94               | 122              | 171              | 213              | 264              | 293              | 327              | 319              | 232              | 191              | 123              | 87               | 2,441            |
| 出典：weather.com      |                  |                  |                  |                  |                  |                  |                  |                  |                  |                  |                  |                  |                  |

## 統計
ブルガリアの統計機関によれば2011年2月の人口数の合計はスリヴェン基礎自治体で122,963人、そのうちスリヴェン市部の人口は89,848人であった。スリヴェンにはヨーロッパでは最大のロマ居住地の一つがあり、20,000人のロマの人々が狭い空間に住んでおり衛生的な問題がある他、差別的な問題も存在する。

## 歴史

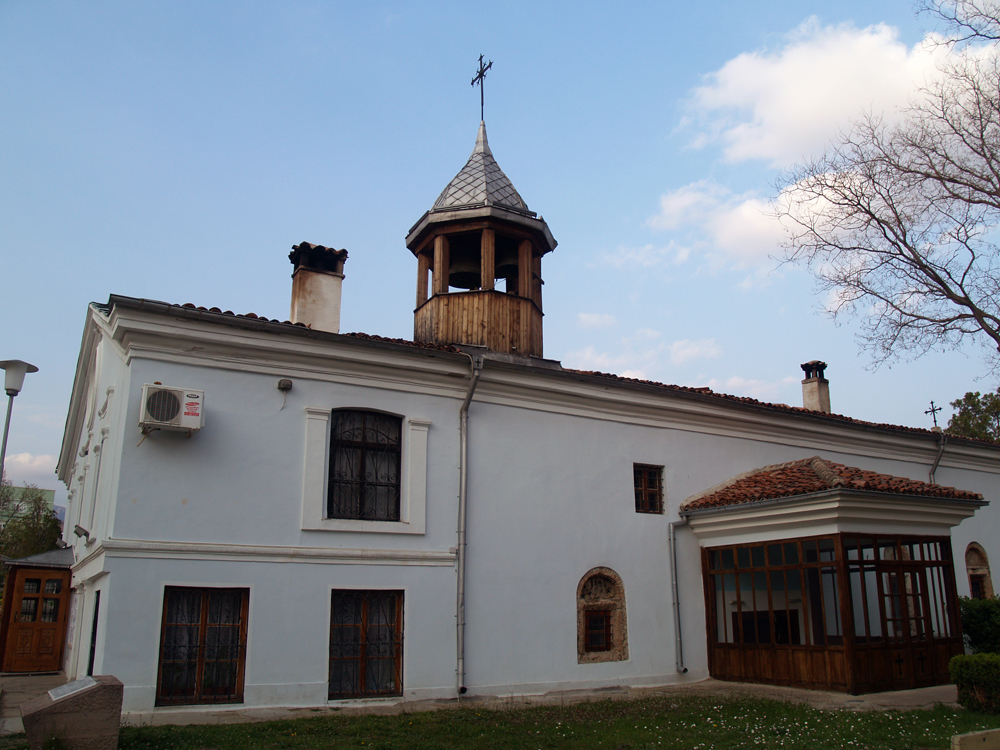
1831年建築の聖デメトリゥス教会

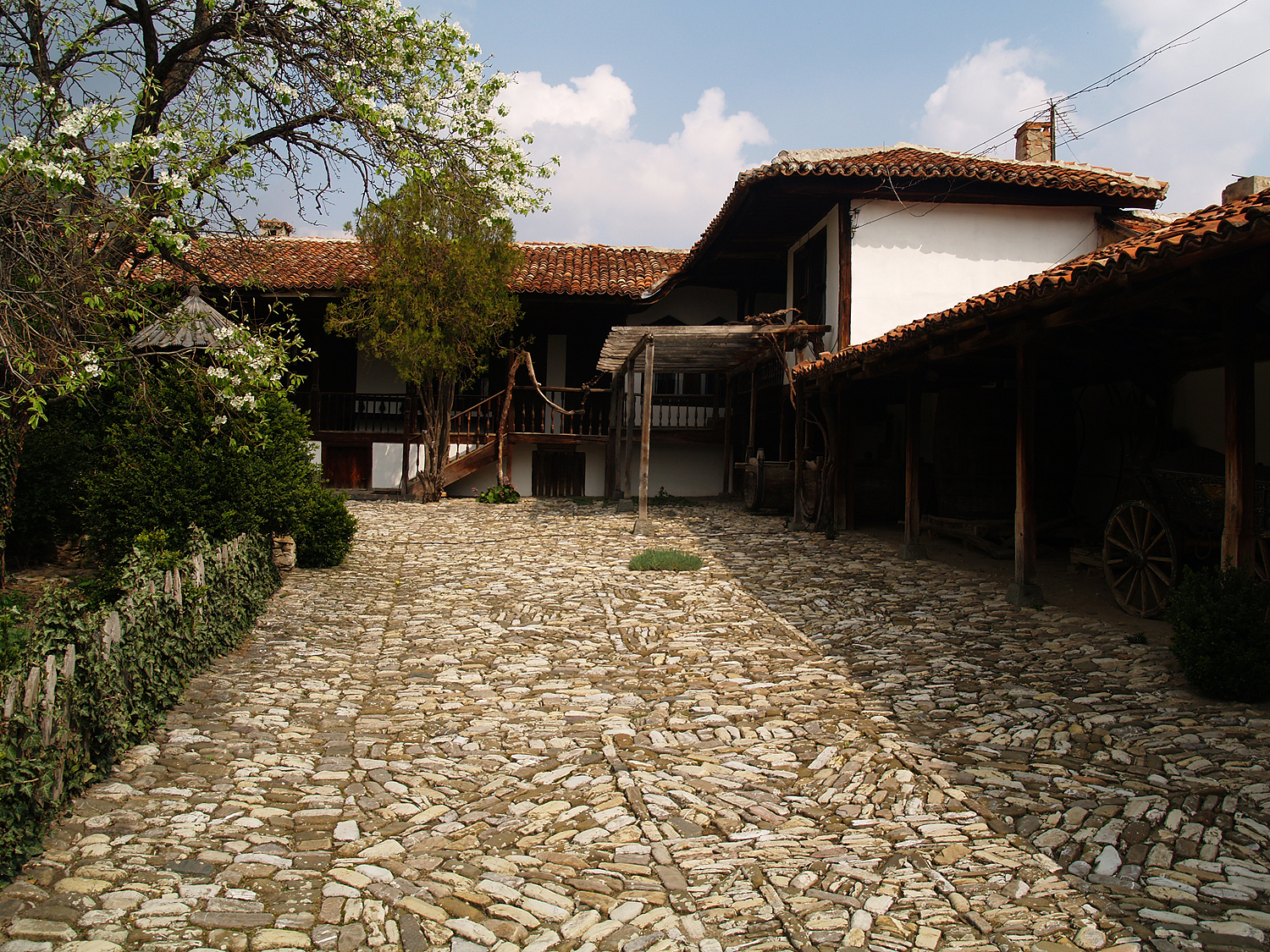
スリヴェン博物館

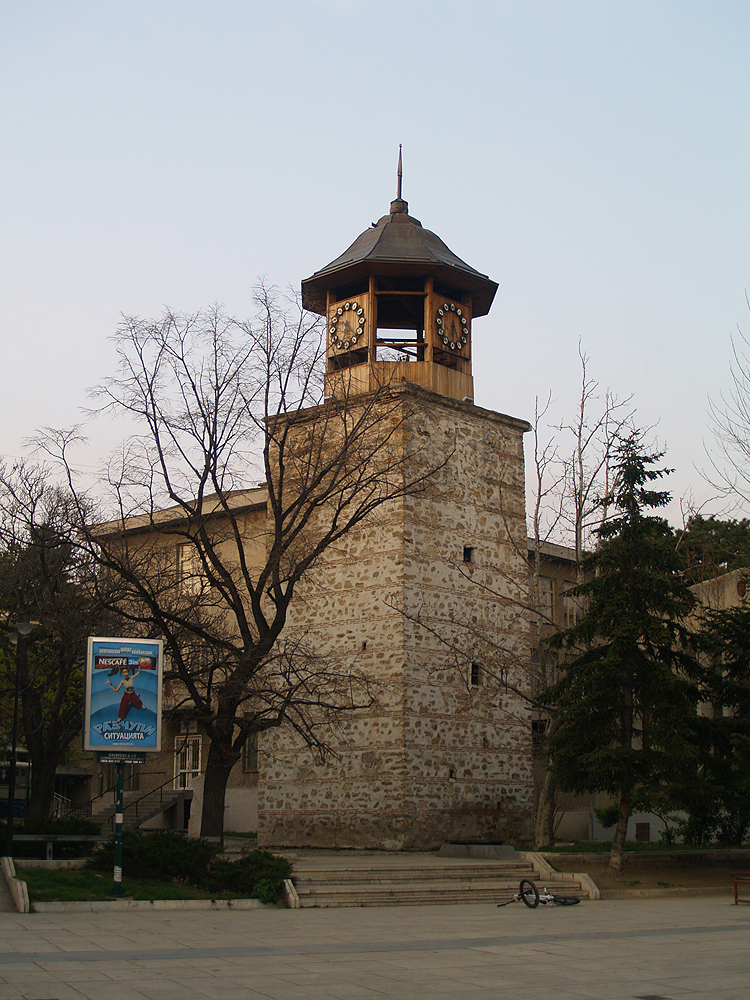
1808年建築のスリヴェン時計塔

スリヴェンには紀元前6000年頃の新石器時代に遡る集落の跡が残されている。トラキア人の集落跡は紀元前3-5世紀に遡り、トラキア人たちの陶器やギリシャ化文明の硬貨がヒサルラカ地区で見つかっている。ヒサルラカはスリヴェンの小さな丘で、当地は古代はギリシャ語でシリムノス（Σήλυμνος）として知られた。今日のスリヴェンが占めている場所はトラキア人の部族アスティ（Asti）、カビレティ（Kabileti）、セレティ（Seleti）が暮らしていた。これらの部族はピリッポス2世やアレクサンドロス3世が支配するまでは独立を保っていた。
紀元前2世紀はローマによるトラキア北部の支配の始まりであった。紀元前72-71年にかけてローマはトラキア人の町カビレを、さらにカビレとアポロニア（ソゾポル）のギリシャ人を支配下に入れ、スリヴェンはローマの領域となった。ローマ帝国の出現によりトラキアはローマの属州となった。
紀元前4-紀元前2世紀にスリヴェンは新しい段階に入った。最初の記録ではこの時代の集落であるTuida/Suida/Tsuidaが言及されている。これらの集落の名称はそのほとんどがトラキア語がもとになっているが、語源は現在でも明らかではない。オスマン支配期にはトルコ語でイスリミエ "İslimye"の名称で知られサンジャクの中心であった。1885年にブルガリア公国成立する前のオスマン末期には東ルメリ自治州の管区の中心であった。
その後の近代のスリヴェンはブルガリアの民族再生運動の重要な中心地となり、その結果多くの文化財が貴重なものとみなされて保存されるようになった。

## 経済
19世紀初期からスリヴェンは産業の中心で、1834年にDobri Zhelyazkov によってブルガリアでは最初の工場が設立されブルガリアの工業開発が始まった。スリヴェンはブルガリアでも最大の工業の中心の一つで、ブルガリア再生運動でも大きな役割を果たしている。織物や機械生産、ガラス生産、化学製品、技術、食品産業は長い伝統がある。1944年に共産主義政府になるとほとんどが国営化され、工業開発に拍車がかかった。産業の振興は共産主義時代続けられたが、共産主義が崩壊すると産業は停滞し多くの工場やプラントは閉鎖されてしまった。現代のスリヴェンでは投資の増加により銀行業や新たな産業の創出が行われている。乳製品の生産は長い間行われており、現在でも成長し繁栄している。ワイン産業は VinpromやVini Slivenの他、数十のワイン醸造業者があり、スリヴェンの気候はブドウ栽培に適している。重工業では3Mの工場で金属切断に使用する機械を生産している。軽工業ではもっぱら織物産業が占めるがウールや布、靴下や食品などが生産されている。

## 地区
スリヴェン基礎自治体内はスリヴェンを含めて49の地区に分けられている。
| - Bikovo - Binkos - Blatets - Bozhevtsi - Bozadzhii - Byala - Chintulovo - Chokoba - Dragodanovo - Gavrailovo - Gergevets - Glufishevo - Glushnik - Golyamo Chochoveni - Gorno Aleksandrovo - Gradsko - Ichera - Izgrev - Kaloyanovo - Kamen - Kermen - Kovachite | - Krushare - Malko Chochoveni - Mechkarevo - Mladovo - Nikolaevo - Novachevo - Panaretovtsi - Rachenitsa - Rakovo - Samuilovo - Seliminovo - Skobelevo - Sliven - Sotirya - Sredorek - Stara Reka - Staro Selo - Strupets - Topolchane - Trapoklovo - Vaglen - Zaychari - Zhelyu Voyvoda - Zlati Voyvoda |

## 姉妹都市
- アルバ・ユリア、ルーマニア
- ヴォロネジ、ロシア
- ゲーラ、ドイツ
- ジャラシュ、ヨルダン
- en:Kaisariani、ギリシャ
- クタイシ、グルジア
- ペーチ、ハンガリー
- en:Svietlahorsk、ベラルーシ
- テキルダー、トルコ
- テルノーピリ、ウクライナ
- 重慶市、中国